# Parque Nacional Nini-Suhien
O Parque Nacional Nini-Suhien está localizado no Gana. Foi fundado em 1976 e ocupa uma área de 160 km2 (62 sq mi).
Juntamente com a Reserva de Recursos Ankasa, o parque nacional faz parte dos 500 km2 (190 sq mi) da Área de Conservação de Ankasa.